# Dobrev Klára
Dobrev Klára (született Klara Petrova Dobreva, bolgárul: Клара Петрова Добрева, Szófia, Bulgária, 1972. február 2. –) bolgár származású magyar közgazdász, jogász, 2019-től az Európai Parlament képviselője. Férje, Gyurcsány Ferenc lemondása után 2025-óta a Demokratikus Koalíció elnöke, 2019–2022 között az EP alelnöke. 
A DK miniszterelnök-jelöltje, és Márki-Zay Péter ellenfele volt a 2021-es magyarországi ellenzéki előválasztás 2. fordulójában. 2022–2024 között a Demokratikus Koalíció árnyékkormányának árnyék-miniszterelnöke. A Forbes legbefolyásosabb magyar nőkről összeállított listáján 2024-ben a hetedik helyet foglalta el a közélet kategóriában. 2023-ban a legismertebb magyar politikusnő volt, a magyar társadalom 92 százaléka ismerte.

## Pályafutása

### Tanulmányai
A budapesti Eötvös József Gimnáziumban érettségizett. A Budapesti Közgazdaságtudományi Egyetemen szerzett közgazdász diplomát 1994-ben, az Eötvös Loránd Tudományegyetem Állam- és Jogtudományi Karán 1996-ban végzett jogászként; 2002-ben sikeres jogi szakvizsgát tett.
Négy nyelvből tett felsőfokú nyelvvizsgát (angol, bolgár, német, orosz).
Közgazdasági egyetemi évei alatt az AIESEC tagjaként tevékenykedett, a szervezet 1992-es világkongresszusa szervezőbizottságának sajtókapcsolatokért felelős elnökhelyettese volt. Szakmai gyakorlatát a MODI Xerox cégnél marketingasszisztensként az indiai Bengaluruban töltötte.

### Politikai pályafutása

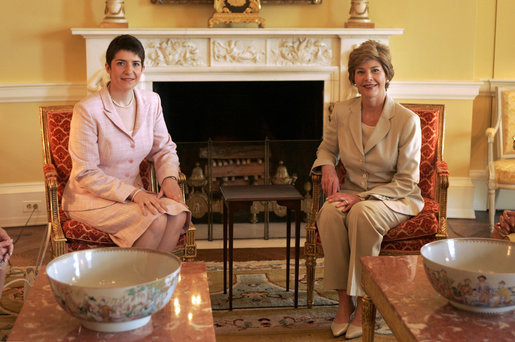
Dobrev Klára és Laura Bush a Fehér Házban, Gyurcsány Ferenc 2005. évi washingtoni látogatásakor

Az 1994-es önkormányzati választás idején Baráth Etele budapesti főpolgármester-jelölt személyi titkára volt.
1995-től a Pénzügyminisztérium közigazgatási államtitkárságán Draskovics Tibor titkárságvezetője. 1997-től az ALTUS Befektetési és Vagyonkezelő Rt. jogtanácsosa volt. 1995-től 1999-ig a Fittelina Kft. ügyvezetője, 1998-tól 2000-ig főosztályvezető-helyettes a Pénzügyminisztérium Vállalkozási és Szabályozási Főosztályán.
A 2002-es országgyűlési választás kampányában Medgyessy Péter kabinetfőnöke volt, majd 2002-ben a Miniszterelnöki Hivatal Nemzeti Fejlesztési Terv és EU Támogatások Hivatalának elnökhelyettese lett. 2004 augusztusában, férje, Gyurcsány Ferenc a kormányzati ciklus közepén váltotta Medgyessy Pétert a miniszterelnöki székben, ekkor Dobrev Klára erről a posztjáról lemondott.
2001-től az ELTE ÁJK Pénzügyi Jogi Tanszékén tanársegéd, majd egyetemi adjunktus. Kutatási területe a számviteli jog.
Az Alapítvány az Egészséges Településekért kuratóriumi elnöke, a miniszterelnök feleségeként „Az Egészség Hídja” Összefogás fővédnöke. UN Women magyar tagozatának az elnöke
2009-től a Gyurcsány Ferenc 100%-os tulajdonában levő Altus Zrt. vezérigazgatója. Az Altus Zrt. 2009-től fejlesztéspolitkai tanácsadással foglalkozik Európa több országában.

#### 2019-es európai parlamenti választás
A 2019-es európai parlamenti választáson a Demokratikus Koalíció listavezetője. A párt a vártnál sokkal jobb eredményt ért el (16,05%), ezzel 4 képviselőt küldhettek az Európai Parlamentbe, köztük Dobrev Klárát is.
Dobrev kampánytémái az
- európai minimálbér,
- európai családi pótlék,
- európai multiadó,
- európai minimálnyugdíj

voltak, illetve a végső cél az elképzelt, jövőbeli Európai Egyesült Államok létrejötte lenne.

## Családja
Férjével, Gyurcsány Ferenccel 1994 óta éltek együtt. Házasságukból három gyermek született, név szerint: Anna (1996), Tamás (1997), Márton (2015). 2025 májusában bejelentették, hogy elválnak.
Édesapja Petar Dobrev bolgár közlekedési mérnök, édesanyja Apró Piroska magyar közgazdász. Anyai nagyapja Apró Antal kommunista politikus volt, akinek politikai szerepét és világlátását nyilvánosan többször is kritizálta.

## Publikációi
- Számviteli jog. Budapest, Rejtjel, 2001. ISBN 963-9149-45-4
- A számviteli jog alapjai. in: Pénzügyi jog, átdolgozott kiadás. Budapest, Osiris, 2003. 45–67. ISBN 963-389-553-7
- Adójog. [szerk. Földes Gábor; átd. Dobrev Klára et al.]; [az új részeket írta Dobrev Klára et al.], 2. átdolgozott kiadás. Budapest, Osiris, 2004. ISBN 963-389-615-0
- Anyák a munkaerőpiacon. in: Mozgó Világ, 2008 /12. szám

## Díjai, elismerései
- Magyar Esélyegyenlőségi Díj

Európai Nagydíj kategória Emberi Értékek Díjátadó Gála (2023)

## További irodalom
- Bejczi Szilvia: Dobrev Klára; Ringier, Budapest, 2006 (Tina könyvek) ISBN 963-7714-15-4